# Indra-Quadrille
Indra-Quadrille, op. 122, är en kadrilj av Johann Strauss den yngre. Den spelades första gången den 16 januari 1853 i Wien.

## Historia
Hösten 1852 blev Johann Strauss den yngre sjuk efter att ha avslutat sin stora turné i Tyskland. Samtidigt hade en nya opera av Friedrich von Flotow premiär i Wien. Operan hette Indra, das Schlangenmädchen ("Ormflickan") och hade premiär den 18 december. Efter Flotows tidigare succéer, särskilt med operan Martha, var förväntningarna höga men Indra blev ingen succé. Trots det bibehöll verket sin popularitet under lång tid. Strauss använde sig av flera melodier från operan till att komponera en kadrilj, vilken framfördes i Volksgarten den 16 januari 1853.
Kadriljen fick inget större respons och försvann tämligen fort ur repertoaren. 

## Om kadriljen
Speltiden är ca 5 minuter och 11 sekunder plus minus några sekunder beroende på dirigentens musikaliska tolkning.

## Weblänkar
- Indra-Quadrille i Naxos-utgåvan.